# Heroes of the Lance
Advanced Dungeons & Dragons: Heroes of the Lance ist ein Side-Scrolling-Action-Rollenspiel, das vom britischen Entwickler U.S. Gold im Auftrag von Strategic Simulations, Inc. entwickelt wurde. Es wurde erstmals im Jahr 1988 veröffentlicht und erschien für die Plattformen Amiga, Amstrad CPC, Atari ST, Commodore 64, FM Towns, MS-DOS, MSX, NES, PC-88, PC-98, Sega Master System und ZX Spectrum.

## Handlung und Spielprinzip
Das Spiel ist angesiedelt in der Spielwelt Krynn des Kampagnensets Drachenlanze und basiert auf dem Kampagnenmodul Dragons of Despair bzw. der ersten Hälfte des Romans Dragons of Autumn Twilight von Margaret Weis und Tracy Hickman, im Deutschen als Drachenzwielicht veröffentlicht (Die Chronik der Drachenlanze, Band 1). Auf der Suche nach den Disks of Mishakal (dt.: Scheiben der Mishakal) steuert der Spieler eine achtköpfige Abenteurergruppe durch die unterirdischen Ruinen von Xak Tsaroth. Bei den acht Heldencharakteren handelt es sich um die Romanfiguren der Reihe: Raistlin Majere, Caramon Majere, Tanis Half-Elven (dt.: Tanis Halb-Elf), Goldmoon (Goldmond), Riverwind (Flusswind), Tasselhoff Burrfoot (Tolpan Barfuß), Sturm Brightblade (Sturm Feuerklinge) und Flint Fireforge (Flint Feuerschmied). Diese werden durch zwei Reihen zu je vier Porträts am unteren Bildschirmrand symbolisiert. Allerdings steuert der Spieler nur einen Charakter zur selben Zeit durch die seitlich scrollende Spielweltdarstellung. Dieser steht stellvertretend für die gesamte Heldengruppe und kann als einziger kämpfen.
Die Marschreihenfolge der Helden, symbolisiert durch die Reihenfolge der Porträts, kann in einem Optionsmenü frei eingestellt werden und spielt während der in Echtzeit geführten Kämpfe eine taktische Rolle. Um Zauber wirken zu können, müssen die beiden zaubermächtigen Charaktere (Raistlin und Goldmoon) beispielsweise in der ersten Reihe positioniert werden. Um Zauber zu wirken, muss der Spieler ebenfalls in das Optionsmenü wechseln, um ihn dort auszuwählen. Stirbt ein Charakter, rückt der an zweiter Position gesetzte Charakter automatisch zum Führungscharakter auf. Ziel des Spiels ist es, den schwarzen Drachen Khisanth zu töten, der die gesuchten Scheiben an sich gebracht hat. Sind alle Charaktere tot, ist das Spiel beendet. Es gibt keine Speicherfunktion, um das Spiel unterbrechen und zu einem späteren Zeitpunkt wieder fortführen zu können oder um nach einem Game over zu einem früheren Spielabschnitt zurückzukehren.

## Entwicklung
Heroes of the Lance zählt zu den ersten AD&D-Titeln von SSI. 1987 schloss das Unternehmen ein Lizenzabkommen mit AD&D-Hersteller TSR. Während SSI selbst an der Gold-Box-Serie arbeitete, wurde der britische Entwickler U.S. Gold mit der Entwicklung von Heroes of the Lance betraut. Es bildete den Auftakt einer Reihe von extern entwickelten AD&D-Ablegern, die oft auch als Silver-Box-Reihe bezeichnet wurde.

## Rezeption
Heroes of the Lance is a quality product that will leave most players with the strong conviction that TSR selected the right company to produce the computer versions of AD&D products. […] If you like an action/strategy blend in a fantasy game, this product is for you.

„Heroes of the Lance ist ein Qualitätsprodukt, das die meisten Spieler mit der festen Überzeugung zurücklassen wird, dass TSR das richtige Unternehmen für die Computerumsetzung seiner AD&D-Produkte ausgewählt hat. […] Wer einen Action-/Strategieeinschlag in einem Fantasyspiel mag, dem sollte das Produkt zusagen.“

Das Spiel galt als sehr schwierig, mitunter auch frustrierend, unter anderem verschärft durch die fehlende Speicherfunktion. Das Spiel wurde rückblickend als ordentlicher Side-Scroller bewertet, der sich gegenüber der von SSI selbst entwickelten Gold-Box-Serie jedoch nicht hervortun konnte.
2011 zählte Heroes of the Lance zu den drei Sega-Master-System-Spielen, die das Smithsonian American Art Museum für seine Ausstellung The Art of Video Games als Beispiele für die künstlerische Gestaltung von Adventure-Titeln dieser Konsole vorschlug. Nach öffentlicher Abstimmung unterlag es jedoch gegen Phantasy Star.

## Nachfolger
1989 erschien mit Dragons of Flame ein direkter Nachfolger, basierend auf dem zweiten offiziellen Drachenlanze-Kampagnenmodul. 1991 folgte mit Shadow Sorcerer der dritte Drachenlanze-Titel von U.S. Gold, ähnlich wie zuvor eine Umsetzung des dritten und vierten offiziellen Kampagnenmoduls, der jedoch ein deutlich abweichendes Spielprinzip besaß.